# Simarancar
Simarancar is een bestuurslaag in het regentschap Padang Lawas van de provincie Noord-Sumatra, Indonesië. Simarancar telt 236 inwoners (volkstelling 2010).